# لایی‌باسند
لایی پاسند، روستایی است از توابع بخش هزارجریب شهرستان نکا در استان مازندران ایران.

## جمعیت
این روستا در دهستان زارم‌رود قرار دارد و براساس سرشماری مرکز آمار ایران در سال ۱۳۸۵، جمعیت آن ۱۹۶ نفر (۴۷خانوار) بوده‌است.